# Budd Rail Diesel Car
Die Budd Rail Diesel Car (Budd RDC) sind dieselhydraulisch angetriebene Triebwagen, die von der Budd Company zwischen 1949 und 1962 für den Einsatz auf schwach genutzten Personenverkehrsverbindungen gebaut wurden.

## Geschichte
Nach dem Ende des Zweiten Weltkriegs nahm Budd hinter Pullman die zweite Position auf dem Markt für Personenwagen und Triebwagen ein. Die Wagenkästen aus rostfreiem Stahl, die zum ersten Mal beim Pioneer Zephyr verwendet wurden, waren charakteristisch für diesen Hersteller. Für schwach genutzte Verbindungen des Personenverkehrs, für die noch staatlich auferlegte Verkehrspflicht seitens der Bahngesellschaften bestand, wurde Ende der vierziger Jahre ein Nachfolger für die sogenannten „Doodlebugs“, benzin- und dieselelektrische Triebwagen aus den zwanziger Jahren, gesucht. Der Direktor für Maschinenwesen bei Budd, der ehemalige Generalmajor Gladeon Marcus Barnes, hatte die Idee, V6-Dieselmotoren, die von General Motors für den Antrieb von Panzern verwendet wurden, mit einer leichten Stahlkarosserie zu kombinieren. Daraus sollte ein leichter Triebwagen mit hoher spezifischer Leistung und daraus resultierenden guten Beschleunigungs- und Bremswerten entstehen. Die Firmenleitung beschloss 1949, einen Prototyp zu bauen, um ihn den Eisenbahngesellschaften schmackhaft zu machen.
Das Fahrzeug erwies sich als äußerst erfolgreich, bis zur Produktionseinstellung 1962 wurden 398 Rail Diesel Cars gebaut. Der größte Betreiber war die Boston and Maine Railroad mit 64 Exemplaren. Auch in Australien, unter anderem auf der 1613 Kilometer langen Strecke zwischen Port Pirie und Kalgoorlie, wurden Budd RDC eingesetzt. Mit dem Ende der Verkehrspflicht Ende der siebziger Jahre wurden viele RDCs ausgemustert, einige fahren aber noch heute, vor allem in Kanada.

## Konstruktive Auslegung
Das Budd Rail Diesel Car bestand aus einem aus einem Wagenkasten aus rostfreiem Stahl, der sich auf zwei zweiachsigen Drehgestellen abstütze. In der Wagenmitte befanden sich unterflur zwei (beim RDC-9 ein) Sechszylinder-Dieselmotoren vom Typ 6-110 (Hersteller Detroit Diesel) mit jeweils 205 kW (279 PS) Leistung, die über hydraulische Drehmomentwandler und Kardanwellen jeweils die innenliegenden Achsen der Drehgestelle antrieben. Die Höchstgeschwindigkeit betrug 137 km/h, bei 20 ‰ Steigung immer noch 64 km/h. Druckluftscheibenbremsen mit Gleitschutzvorrichtungen sorgten für kurze Bremswege. Durch die Vielfachsteuerung war eine problemlose Zusammenstellung zu Zügen möglich.

## Varianten

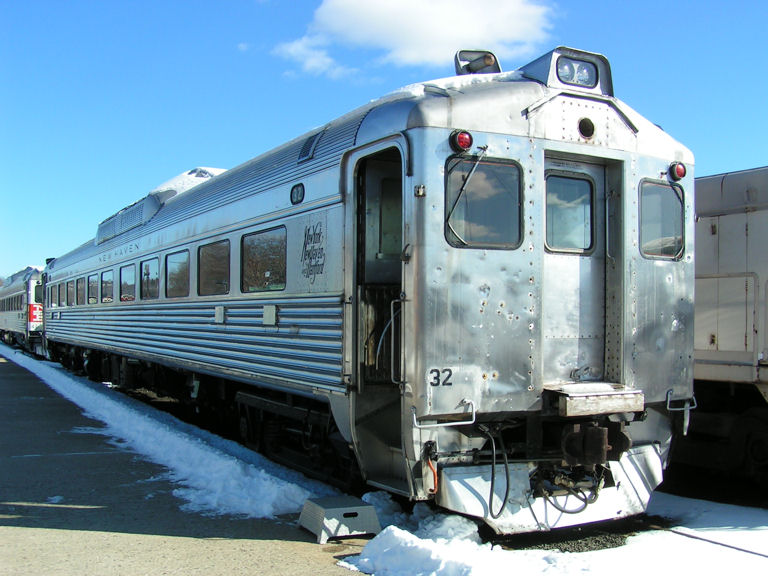
RDC-1 der New York, New Haven and Hartford Railroad

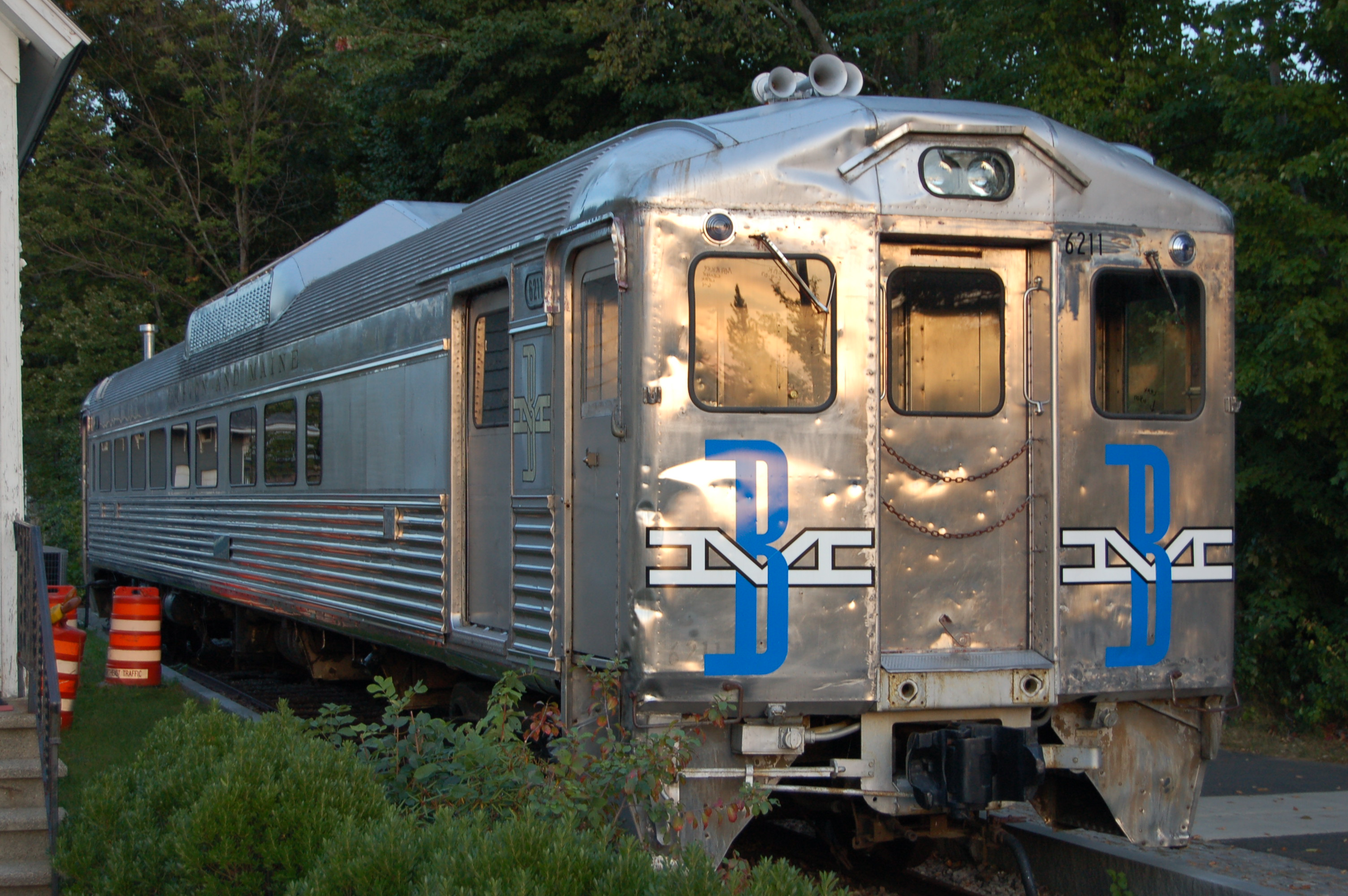
RDC-2 der Boston & Maine

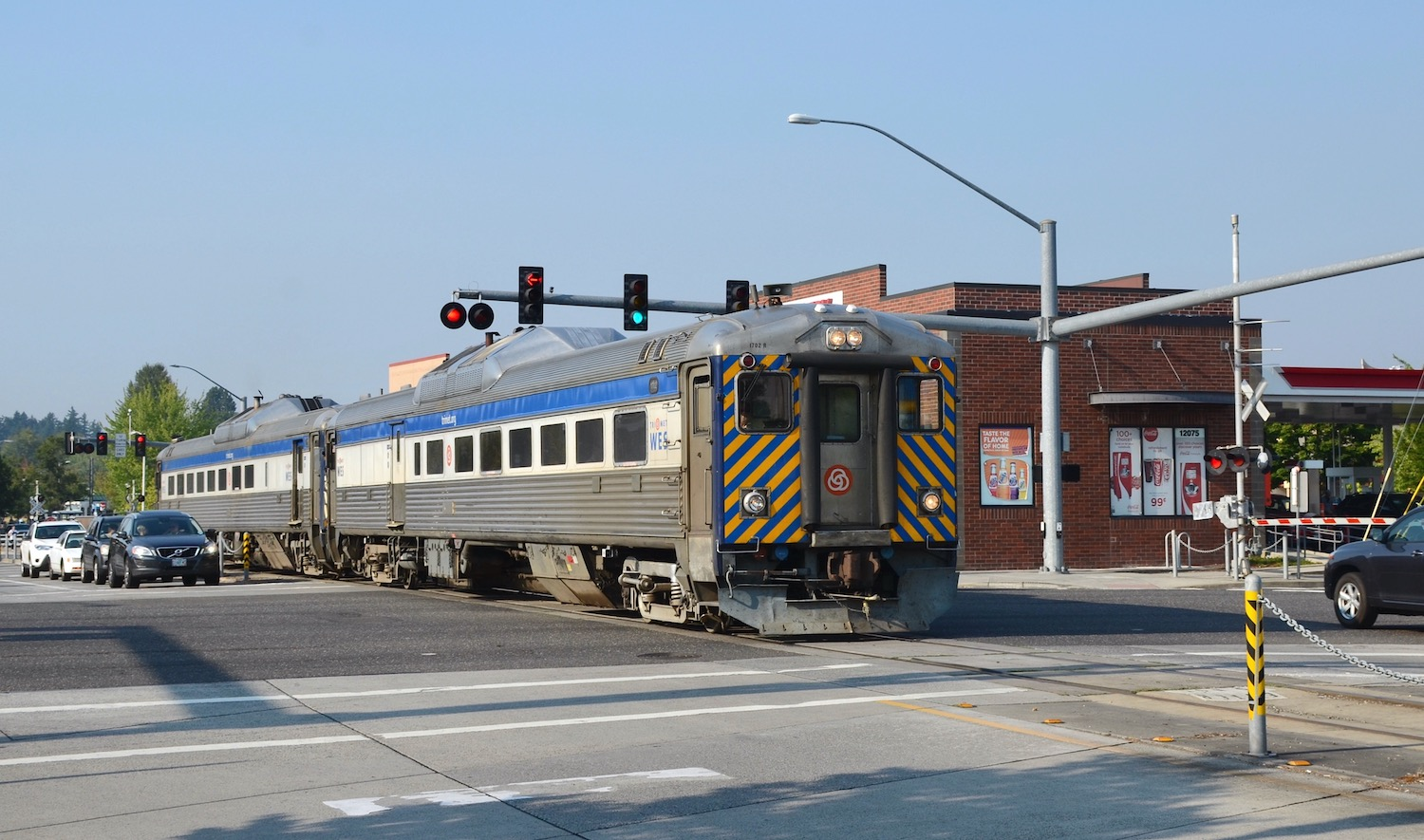
RDC-3 + RDC-2 der TriMet (Oregon, USA), 2017

Alle Typen waren durch die Vielfachsteuerung frei miteinander kombinierbar.
RDC-1
Reine Personenausführung mit 94 Sitzplätzen
RDC-2
Personenwagen mit kleinem Gepäckabteil, 70 Sitzplätze
RDC-3
Personenwagen mit Gepäckabteil und Postabteil, 49 Sitzplätze
RDC-4
Gepäck/Bahnpostwagen, nur 22,5 m lang
RDC-9
einmotoriger Mittelwagen ohne Führerstände an den Enden

## Ursprüngliche Eigentümer
| Bahngesellschaft                                         | Modell       | Anzahl | Fahrzeugnummer                            |
| -------------------------------------------------------- | ------------ | ------ | ----------------------------------------- |
| Arabian American Oil Company / Saudi Government Railroad | RDC-2        | 4      |                                           |
| Atchison, Topeka and Santa Fe Railway                    | RDC-1        | 2      | DC-191, DC-192                            |
| Baltimore and Ohio Railroad                              | RDC-1        | 12     | 1900–1911                                 |
| Baltimore and Ohio Railroad                              | RDC-2        | 4      | 1950–1951, 1960–1961                      |
| Boston and Maine Railroad                                | RDC-1        | 57     | 6100–6156                                 |
| Boston and Maine Railroad                                | RDC-2        | 15     | 6200–6214                                 |
| Boston and Maine Railroad                                | RDC-3        | 7      | 6300–6306                                 |
| Boston and Maine Railroad                                | RDC-9        | 30     | 6900–6929                                 |
| Budd (prototype/demonstrator)                            | RDC-1        | 1      | 2960                                      |
| Canadian National Railways                               | RDC-1        | 9      | D-200, D-201, D-102 – D-108               |
| Canadian National Railways                               | RDC-2        | 6      | D-250, D-201 – D-205                      |
| Canadian National Railways                               | RDC-3        | 7      | D-101, D-102, D-301 – D-303, D-351, D-352 |
| Canadian National Railways                               | RDC-4        | 6      | D-150, D-151, D-401, D-402, D-451, D-452  |
| Canadian Pacific Railway                                 | RDC-3        | 5      | 9020–9024                                 |
| Canadian Pacific Railway                                 | RDC-1        | 23     | 9050–9072                                 |
| Canadian Pacific Railway                                 | RDC-2        | 22     | 9100–9115, 9194–9199                      |
| Canadian Pacific Railway                                 | RDC-4        | 3      | 9200, 9250–9251                           |
| Central Railroad of New Jersey                           | RDC-1        | 7      | 551–557                                   |
| Chicago and Eastern Illinois Railroad                    | RDC-1        | 1      | 1                                         |
| Chicago and North Western Railway                        | RDC-1        | 2      | 9933–9934                                 |
| Chicago and North Western Railway                        | RDC-2        | 1      | 9935                                      |
| Chicago, Rock Island and Pacific Railroad                | RDC-3        | 5      | 9000–9004                                 |
| Commonwealth Railways (Australia)                        | RDC-1        | 3      | CB-1 – CB-3                               |
| Consolidated Railways of Cuba                            | RDC-1, RDC-2 | 16     |                                           |
| Duluth, Missabe and Iron Range Railway                   | RDC-3        | 1      | 1                                         |
| Duluth, South Shore and Atlantic Railway                 | RDC-1        | 1      | 500                                       |
| Great Northern Railway                                   | RDC-3        | 1      | 2350                                      |
| Lehigh Valley Railroad                                   | RDC-1        | 1      | 40                                        |
| Lehigh Valley Railroad                                   | RDC-2        | 1      | 41                                        |
| Long Island Rail Road                                    | RDC-1        | 1      | 3101                                      |
| Long Island Rail Road                                    | RDC-2        | 1      | 3121                                      |
| Minneapolis and St. Louis Railway                        | RDC-4        | 2      | 32–33                                     |
| Missouri-Kansas-Texas Railroad                           | RDC-3        | 1      | 20                                        |
| New York Central Railroad                                | RDC-1        | 16     | M-450 – M-465                             |
| New York Central Railroad                                | RDC-2        | 1      | M-480                                     |
| New York Central Railroad                                | RDC-3        | 3      | M-497 – M-499                             |
| New York, New Haven and Hartford Railroad                | RDC-1        | 29     | 20–48                                     |
| New York, New Haven and Hartford Railroad                | RDC-2        | 2      | 120–121                                   |
| New York, New Haven and Hartford Railroad                | RDC-3        | 6      | 125–130                                   |
| New York, New Haven and Hartford Railroad                | RDC-4        | 3      | 135–137                                   |
| New York, New Haven and Hartford Railroad                | RDC-A        | 2      | 140–141                                   |
| New York, New Haven and Hartford Railroad                | RDC-B        | 4      | 160–163                                   |
| New York, Susquehanna and Western Railway                | RDC-1        | 4      | M-1 – M-4                                 |
| Northern Pacific Railway                                 | RDC-2        | 1      | B-30                                      |
| Northern Pacific Railway                                 | RDC-3        | 2      | B-40, B-41                                |
| Pacific Great Eastern Railway                            | RDC-1        | 3      | BC-10 – BC-12                             |
| Pacific Great Eastern Railway                            | RDC-3        | 4      | BC-30 – BC-33                             |
| Pennsylvania-Reading Seashore Lines                      | RDC-1        | 12     | M-402 – M-413                             |
| Reading Company                                          | RDC-1        | 12     | 9151–9162                                 |
| RFFSA (Brazil)                                           | RDC-1, RDC-2 | 29     |                                           |
| Southern Pacific Railroad                                | RDC-1        | 1      | 10                                        |
| Western Pacific Railroad                                 | RDC-2        | 2      | 375–376                                   |
| Western Railroad of Cuba                                 | RDC-1, RDC-3 | 10     |                                           |